# Christopher Kubasik
Christopher Kubasik (* 16. Februar 1963 in New York City, Vereinigte Staaten) (geboren als Christopher Andrew Kubasik, schreibt auch als Chris Kubasik) ist ein amerikanischer Autor und Science-Fiction-Schriftsteller.

## Werk

### Battletech
siehe auch: BattleTech und BattleTech (Buchreihe)
- Battletech 18 Das Antlitz des Krieges. Heyne 1994, Band 06/5097, ISBN 3-453-07261-8, Ideal War 1993.